# Aok Sokunkanha
Aok Sokunkanha (ឱក សុគន្ធកញ្ញា; * 14. září 1987) je kambodžská zpěvačka, která se těší velké oblibě ve své zemi. Hudbě se věnuje již od svých dvanácti let. V současné době[kdy?] je považována[kým?] za jednu z nejpopulárnějších a nejvlivnějších zpěvaček Kambodži.[zdroj?] V roce 2013 si zahrála hlavní úlohu v kambodžském filmu "Coffee Shop Girl - The Star".